# Port lotniczy Konarak
Port lotniczy Konarak (IATA: BJB, ICAO: OIMN) – port lotniczy położony w Czabaharze, w ostanie Sistan i Beludżystan, w Iranie.